# Ihara Saikaku
Ihara Saikaku (井原 西鶴?), seudónimo de Hirayama Tōgo (平山藤五?), (Osaka, 1642-ibídem, 9 de septiembre de 1693) 
fue un poeta y novelista japonés, una de las más brillantes figuras de la literatura japonesa del período Edo en la historia de Japón.
Procedente de una familia de comerciantes y maestro haikai desde la edad de veinte años, Saikaku ganó fama por su rapidez al componer haikai-no-renga, estableciendo una marca al componer 23 500 versos en un solo día durante una ceremonia en el santuario de Sumiyoshi, en Osaka, en 1685. Sin embargo, es más conocido por sus novelas, como Kōshoku Ichidai Otoko (1682), traducida al español como Hombre lascivo y sin linaje o Amores de un vividor, con la que dio comienzo un nuevo género, el del ukiyo-zōshi (‘libros del mundo flotante’), que continuó con novelas como Kōshoku Gonin Onna (1686), traducida al español como Cinco amantes apasionadas, y Kōshoku Ichidai Onna (Vida de una mujer galante), del mismo año. En este género literario costumbrista, cínico y picaresco, Saikaku escribió sobre las peripecias y amoríos de la clase mercante y las prostitutas en los barrios licenciosos de las grandes ciudades de su tiempo: Osaka, Kioto y Edo.
Pese a la popularidad que obtuvo, la obra en prosa de Saikaku no fue valorada por el entorno literario de la época. A finales del siglo XVIII se produjo un resurgimiento de su obra en Edo, pero hasta finales del siglo XIX no comenzó un verdadero redescubrimiento de Saikaku como escritor por el realismo de su narrativa. Aun así, la censura sobre el contenido erótico de su obra provocó que el primer volumen de sus obras completas no apareciera hasta 1949. Actualmente se le considera el mayor escritor de ficción de su tiempo, sus obras han influido a muchos escritores japoneses modernos y tres de sus novelas han sido adaptadas al cine.

## Contexto histórico y sociocultural

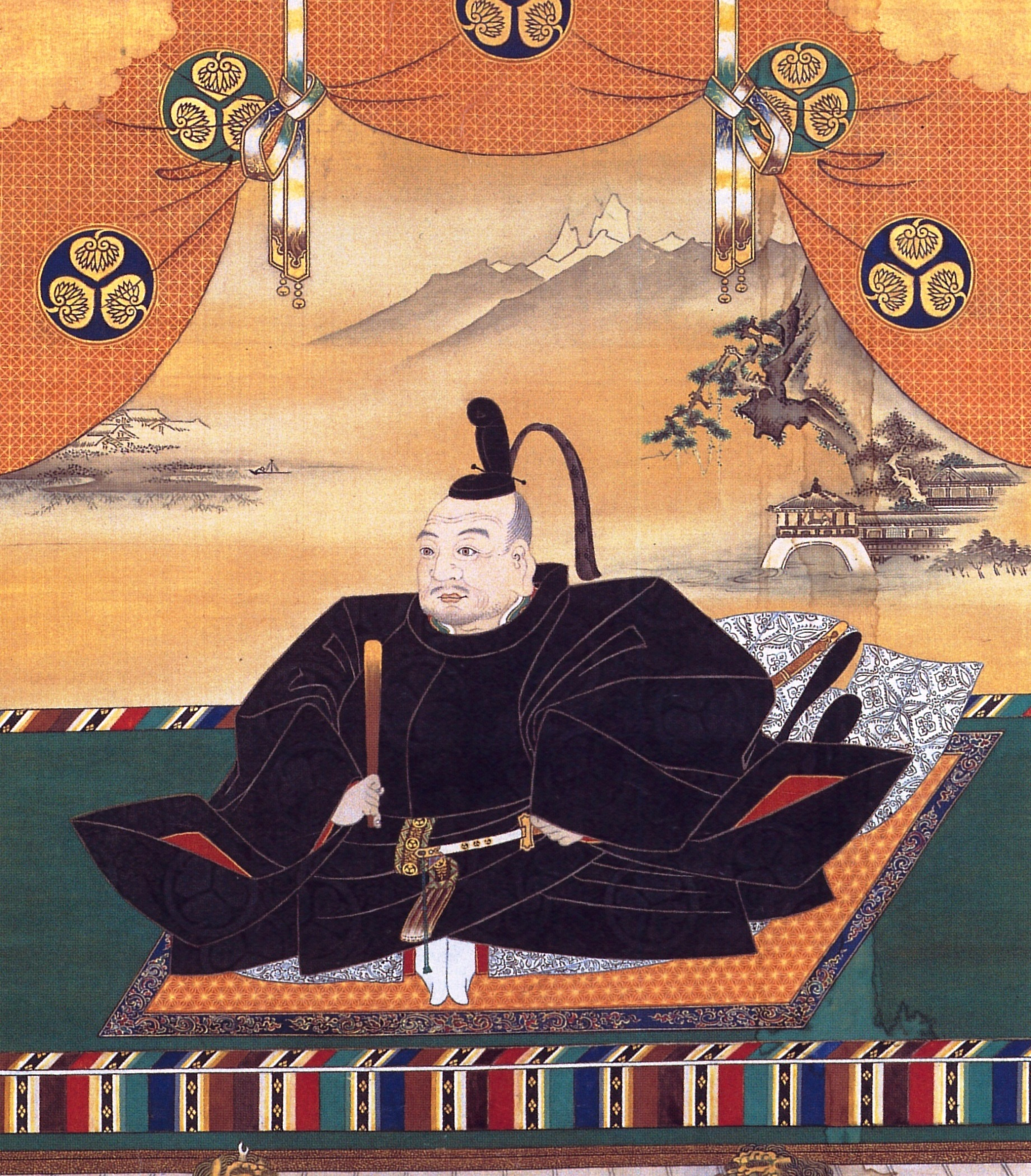
El sogún Tokugawa Ieyasu (徳川 家康), fundador del sogunato Tokugawa.

El sogunato Tokugawa adoptó una política que centralizó el poder alrededor de su sede en Edo. El mapa feudal de los daimios se reordenó drásticamente, con una serie de casas colaterales (shinpan) capitaneadas por las «Tres Casas» (Sanke) que descendían del fundador del clan Tokugawa, Ieyasu, y tenían el privilegio de proporcionar los sucesores al sogunato si la línea hereditaria principal se extinguía; el grupo más numeroso, de lealtad absoluta y con feudos de pequeño tamaño, eran los daimios afines al sogún (fudai), que eran los que habían apoyado a Tokugawa Ieyasu después de la muerte de Toyotomi Hideyoshi, sobre todo durante la batalla de Sekigahara; por último, estaban los «señores externos» (tozama), daimios que habían apoyado al bando de los Toyotomi y que se rindieron frente al sogunato después de Sekigahara o la caída de Osaka. Para 1651 el sogunato había desarrollado una serie de reglamentaciones que garantizaban su autoridad sobre el emperador y su corte, los daimios y las órdenes religiosas.
Una de las medidas de control que tuvo consecuencias de mayor alcance fue el sankin kōtai: los daimios estaban obligados a mantener una residencia en Edo, donde tenían a sus mujeres e hijos y un séquito adecuado en la que residían alternadamente. Edo se convirtió en el núcleo de la administración sogunal y la ciudad, que se formó alrededor del amplio conjunto de las residencias de los daimios y los distritos samuráis, creció hasta ser la mayor del país, generando al tiempo una red nacional de carreteras y canales navegables que comunicaban con las distantes ciudades-castillo de los daimios. 
Esto condujo al desarrollo de una nueva clase burguesa, los chōnin, formada por artesanos y comerciantes que atendían las necesidades de daimios y samuráis en las ciudades. 
Los samuráis desarrollaron una cultura enfocada en la filosofía y el saber clásico, incorporando los valores militares del bushi, dando como resultado el bushidō, el «camino del guerrero». Por su lado, la nueva clase burguesa desarrolló una rica cultura del entretenimiento referida principalmente a cuestiones sentimentales, 
cuyo ideal llegó a ser el «mundo flotante» (ukiyo), el mundo de la elegancia y la diversión popular. Por otro lado, a imitación de los samuráis, los chōnin aspiraban a alcanzar en la práctica del comercio las cualidades de diligencia, honestidad, honor, lealtad y frugalidad del bushidō, en lo que se ha dado en llamar el chōnindō, el «camino del chōnin».

## Infancia y juventud
Nació en 1642 en el seno de una familia mercante de Osaka, profesión que ejerció dirigiendo el negocio familiar, de tamaño medio, con cuatro o cinco asistentes a tiempo completo y que acabó abandonando para convertirse en maestro haikai y escritor de ficción. Saikaku se inició en la composición de haikus a la edad de quince años, y llegó a ser un maestro haikai en 1662, a la edad de veinte. Bajo el seudónimo de Ihara Kakuei, llegó a ser miembro de la escuela Teimon, que estaba de moda en la época, conocida por los juegos de palabras y los enlaces por asociación léxica y fonética.
Alrededor de 1670 Saikaku se convirtió en uno de los principales discípulos de Nishiyama Sōin, un maestro del renga, una forma japonesa de verso encadenado. Sōin estableció un estilo de renga, el Danrin, que utilizaba un lenguaje más coloquial, con reglas más relajadas y una cierta dosis de humor que parodiaba deliberadamente la tradición poética clásica y describía la vida y costumbres contemporáneas. En 1673 cambió su seudónimo inicial de Kakuei por Saikaku, significando de ese modo su filiación con la escuela Danrin y su iniciador, al tiempo que se establecía como un maestro haikai reconocido públicamente con su propio estilo personal.
Ese mismo año lideró un gran grupo de poetas en la composición de diez mil haikai en doce días en el santuario Ikutama en Osaka, de los que publicó una selección de tres mil versos escogidos, su primera gran obra, Ikutama manku (Diez mil versos de Ikutama). En el prefacio se dice que estos poetas representan un grupo avanzado, cuyos métodos poco ortodoxos habían causado su exclusión de una sesión haikai similar que se dio poco antes. Habían sido estigmatizados como discípulos de la «manera holandesa» (Oranda-ryu), una frase que para los japoneses sugería cosas exóticas y extrañas, como los comerciantes holandeses que se vieron en Nagasaki.

## Obra poética

La estatua de Ihara Saikaku en el santuario Ikukunitama, Osaka.

En 1675 falleció su esposa a la edad de veinticinco años, dejando a Saikaku al cargo de tres hijos muy jóvenes, uno de los cuales era ciego. Cinco días después compuso, en aproximadamente doce horas, un réquiem haikai de mil versos (lo que implica unos cuarenta segundos por verso). En esta primera obra extensa de Saikaku, que publicó bajo el título de Haikai Dokugin Ichinichi Senku (Mil versos haikai en solitario en un solo día), fusionó sus intereses narrativos y líricos. 
Aparte de su calidad y del valor como fuente sobre la vida íntima de Saikaku, esta obra es el primer ejemplo conocido del uso del haikai en su obra como un medio individual de composición. El haikai se desarrolló como un medio de composición grupal, pero la ejecución en solitario permitió a Saikaku una mayor libertad de expresión y de elección temática, aunque las reglas elaboradas por la necesidad de organizar una fluida sesión en grupo se convertían en este caso en un inconveniente, sin más justificación que la tradición.
Poco después de la muerte de su esposa, en señal de luto, se afeitó la cabeza y, abandonando sus asuntos domésticos en sus asistentes, se convirtió en un monje secular y se dedicó a partir de entonces a la escritura. Dos años después, en 1677, el éxito de su primera obra haikai extensa le condujo a componer otra obra en solitario, una composición en un día de mil seiscientos versos, enlazados en secuencias de cien versos, titulada Oku Kazu (Muchos versos), a la que siguió en 1680 Saikaku Oyakazu (Muchos versos de Saikaku), una secuencia de cuatro mil versos escrita en un solo día. 
Los tópicos desarrollados por Saikaku en estas dos composiciones haikai en solitario se alejaban ya de los tradicionales en la renga, o incluso en el haikai de la generación previa a la suya, introduciendo los temas que abordaría en su obra en prosa: la vida en las grandes ciudades.

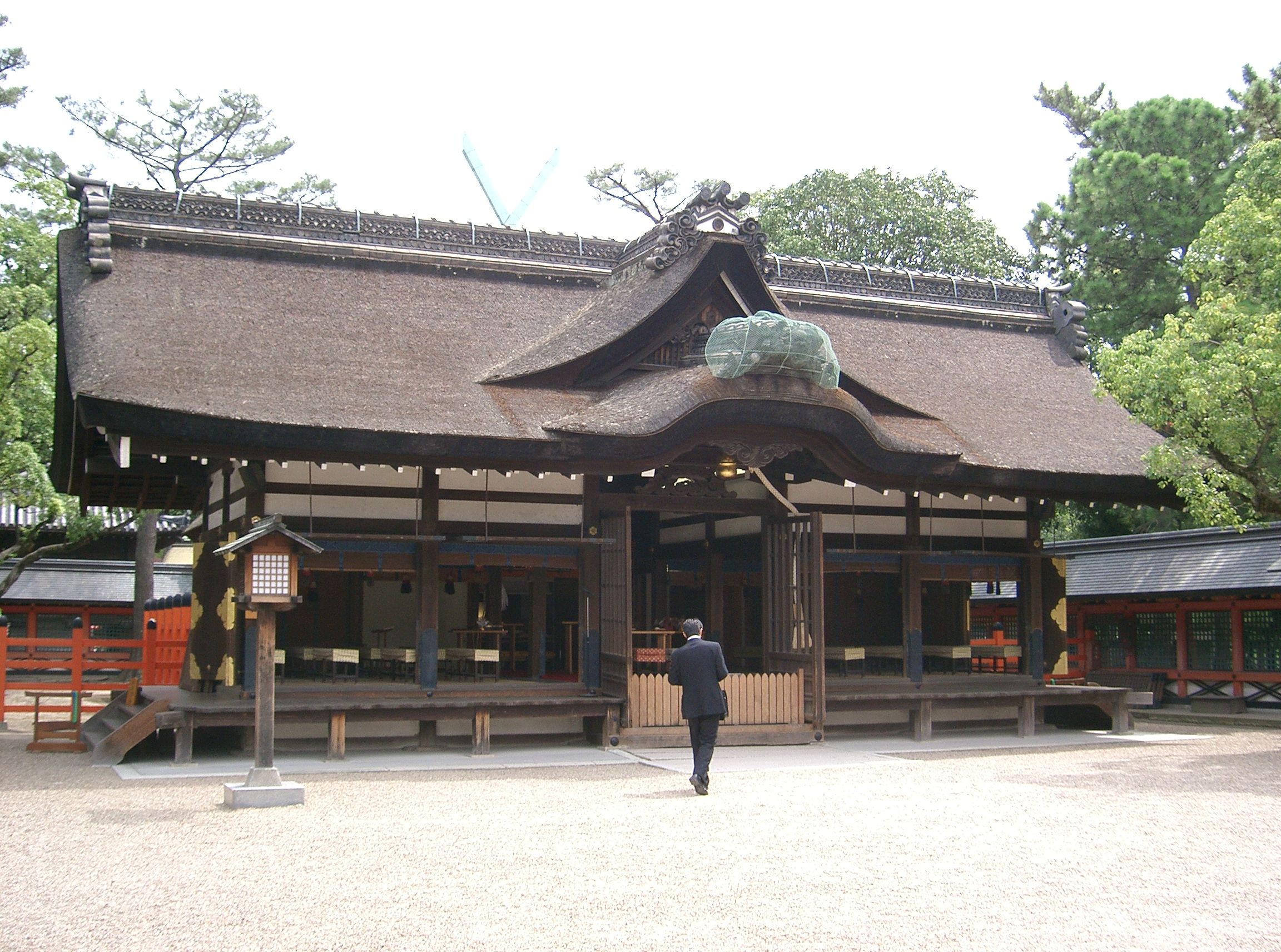
Santuario Sumiyoshi, en Osaka.

Parece ser que Saikaku pidió a su maestro Sōin que añadiera críticas detalladas para la publicación de Oku Kazu, pero éste declinó con la excusa de que era demasiado largo; al parecer, aunque fuera reconocido en esa época como el discípulo más prometedor de Sōin, es posible que éste viera con cierto grado de disgusto la tendencia de Saikaku a utilizar el haikai como un medio de exhibición de su virtuosismo, y hay evidencia de una frialdad creciente en su relación personal desde entonces. El yakazu haikai, como se denominaba a este fenómeno, era un desarrollo natural de los principios de velocidad y asociación libre de ideas que Sōin alentaba, pero parecía poner mayor énfasis en el volumen que en la calidad de la obra.
Los distintos récords sucesivos de Saikaku en la composición individual se veían amenazados por seguidores de su estilo de haikai libre, hasta que puso un punto final a cualquier esfuerzo por rivalizar con él en ese campo en 1685, cuando compuso 23 500 versos en veinticuatro horas, a razón de dieciséis por minuto, durante una ceremonia en el santuario Sumiyoshi, en Osaka. La hazaña le valió el reproche del gran poeta Matsuo Bashō, contemporáneo suyo, quien escribió: «La competencia progresa / y veinte mil versos de moscas / se mueven en el aire.»
Saikaku no abandonó nunca por completo su conexión con el haikai; dos años después de la publicación de su primera novela fue cuando realizó su más celebrada proeza, los 23 500 versos en veinticuatro horas, sextuplicando su propio récord anterior. Aunque durante cinco años a partir de 1685, tiempo en que publicó más de una docena de novelas o volúmenes de historias, no parece que produjera verso alguno, desde 1690 hasta su muerte en 1693 contribuyó con un considerable número de hokku a varias recopilaciones, colaboró con otros autores en algunas producciones más extensas y participó enérgicamente en una controversia que se produjo sobre su cualificación como juez haikai.

## Libros del mundo flotante
La distancia del tipo de verso rápido haikai en solitario que cultivaba a la ficción era corta, y en 1682 Saikaku escribió Kōshoku Ichidai Otoko, titulada Hombre lascivo y sin linaje en la traducción de Antonio Cabezas García de 1982 o bien Amores de un vividor según la traducción de Fernando Rodríguez-Izquierdo de 1983. En esta primera obra en prosa utilizó una forma de haibun caracterizado por el uso de lenguaje coloquial y un cierto interés por el costumbrismo cotidiano.
Con Kōshoku Ichidai Otoko Saikaku inició el género que llegó a llamarse Ukiyo-zōshi (浮世草子?   «libros del mundo flotante»), relatos breves y obras narrativas de mayor extensión destinadas al consumo popular, que reflejaban la nueva riqueza y el ocio de los chōnin, la clase ciudadana, en los barrios alegres. Eran obras a menudo audaces y frecuentemente prohibidas, que alcanzaron un desarrollo notable en los primeros tiempos del período Edo. La obra se desarrolla en cinco volúmenes y cuarenta y cinco secciones, una por cada año de la vida del protagonista, Yonosuke, un chōnin de segunda generación cuyo padre, Yumesuke, es un experto en los caminos del amor y cuya madre es una famosa y reputada tayū (una recitadora) en el barrio licencioso de Kioto. 
Puede dividirse en dos partes; la primera describe las aventuras juveniles de Yonosuke y su vida de vagabundeo, mientras que la segunda sigue su vida de derroche en varios barrios licenciosos, y se centra en las actuantes famosas de un modo complejo, realista y a menudo humorístico, al tiempo que se distancia de los estereotipos que se encuentran en las críticas a las cortesanas que le eran contemporáneas.
Dos años después, en 1684, Saikaku escribió Shoen Ōkagami (El gran espejo de la belleza femenina), una especie de secuela de Amores de un vividor que volvía a tratar de los barrios licenciosos, las actuantes y sus clientes, al que siguieron Kōshoku Gonin Onna (1686), traducida al español como Cinco amantes apasionadas, y Kōshoku Ichidai Onna (Vida de una mujer galante) el mismo año. Escrita en la cúspide de la carrera de Saikaku, Vida de una mujer galante consta de seis volúmenes y veinticuatro capítulos. Es una de las últimas en una serie de «libros de amor» (kōshoku-mono), un subgénero de los «libros del mundo flotante» (Ukiyo-zōshi) que Saikaku inició con Amores de un vividor. Se trata de la confesión de una mujer madura a dos jóvenes en la que describe sus experiencias, empezando por su infancia como hija de un antiguo aristócrata en Kioto y su vida como encargada en el palacio imperial y su progresiva decadencia hasta acabar ejerciendo la prostitución en la calle. Es la única obra extensa que Saikaku escribió en primera persona, hecho que es un eco estructural del zange (arrepentimiento) budista, un tipo de confesión narrativa que se daba en historias medievales.
Saikaku, que hasta entonces había publicado solamente en Osaka, comenzó a publicar y ser leído en las tres mayores ciudades de Japón: Osaka, Kioto y Edo. Al alcanzar un público nacional, creció la presión sobre Saikaku para escribir por encargo y en gran cantidad; al principio producía uno o dos libros por año, pero en los años 1687 y 1688 publicó doce libros, en un total de sesenta y ocho volúmenes.
En 1685 Saikaku escribió dos obras de teatro ningyō-jōruri (人形浄瑠璃?), género predecesor del teatro de marionetas bunraku, para la compañía de Uji Kaganojō (1635-1711), el más famoso recitador y marionetista de Kioto, substituyendo a Chikamatsu Monzaemon como autor cuando este le dejó por la compañía de su discípulo Takemoto Gidayū y ambas compañías se instalaron en Osaka.

## Recopilaciones de historias
Su estilo cambió en esos años. Hasta 1686 Saikaku había escrito básicamente narraciones de ficción extensas, historias que giraban alrededor de la vida de un protagonista o un pequeño grupo de personajes, en las cuales destacaba el uso de literatura clásica, la alusión de tipo haikai, la parodia y los recursos retóricos. A partir de entonces tendió hacia un género medieval, las colecciones de setsuwa (説話?), mitos y narraciones tradicionales, que le permitían ejercitar su talento como escritor de historias breves y trabajar sobre historias que conocía, de las que había leído u oído narrar. 
Estos trabajos posteriores consistieron en recopilaciones de historias breves, autónomas pero unificadas por un tema o formato particulares, en las que dejó de lado, estilísticamente, el énfasis en la parodia y retórica clásicas. Los temas que predominaron en sus novelas, concebidas a partir de la observación de las gentes de su época, fueron el dinero y el sexo, en los que incidió profundamente sin caer en moralismos o pornografía; las historias de Saikaku, sin importarle la condición y cultura de sus personajes, reflejan su escandalosa vida, las pasiones y los crímenes en un tono burlesco, picante y obsceno.
Saikaku Shokoku-banashi (Cuentos de Saikaku de varias provincias), escrito en 1685 y Futokoro Suzuri (La piedra de tinta de bolsillo), de 1687, son dos obras representativas de este cambio, que consisten en anécdotas recogidas de diferentes zonas de Japón, cuentos sobrenaturales, leyendas tradicionales e historias modernas. Honchō Nijū Fukō (Veinte hijos desnaturalizados en Japón), de 1686, es una colección de historias basadas tanto en material tradicional como en ejemplos contemporáneos, que ilustran varias violaciones flagrantes del código de piedad filial, contrastando las ofensas de las generaciones jóvenes con la supuesta moralidad de una época anterior.

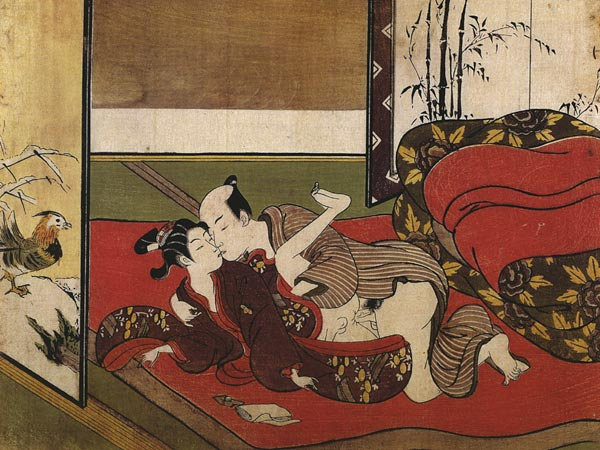
Suzuki Harunobu, serie de 24 grabados eróticos de mediados del siglo XVIII de tipo shunga. Museo Victoria y Alberto, Londres. Saikaku afirmaba que el amor por los jóvenes era anterior al heterosexual, mencionando precedentes chinos de la conducta homosexual de los japoneses.

En 1687 publicó Nanshoku Ōkagami (El gran espejo del amor entre hombres), una colección de cuarenta relatos cuyo tema común son las relaciones homosexuales entre hombres y muchachos, 
considerada «el clásico japonés más importante sobre el amor por los jóvenes». 
Las veinte primeras historias se centran en el wakashudō (若衆道?   «La vía del joven hombre»), las relaciones entre guerreros samuráis con muchachos, llamados wakashū, que cuando alcanzaban la edad de diecinueve años pasaban por una ceremonia que les confería el estatus adulto, tras lo cual tomaban el rol correspondiente en sus relaciones con muchachos. Estas primeras historias ejemplificaban el ideal pederástico, mientras que el segundo grupo de veinte historias, desarrolladas en el ambiente de los actores jóvenes kabuki, mostraban la pederastia a su propia manera, con muchachos que se prostituían en los distritos del teatro de las tres mayores ciudades de Japón.
En el libro, Saikaku trata de dos tipos básicos de hombres: los shojin-zuki, bisexuales, que tenían relaciones con muchachos y los onna-girai, los que odian a las mujeres, que son solo homosexuales, centrando su atención en los últimos. 
El quinto sogún Tokugawa desde 1680, Tokugawa Tsunayoshi, tenía una debilidad por los muchachos hermosos que demostraban talento en el teatro nō y los congregaba en el castillo Edo; lo imitaron un número de señores, manteniendo como amantes a jovencitos, haciendo de Edo el lugar entre los samuráis para el amor homosexual. Publicada en Osaka y Kioto, Saikaku pretendió haber escrito El gran espejo del amor entre hombres en Edo, quizás con vistas a extender su público a la sede del gobierno. Honchō Nijū Fukō (Veinte hijos desnaturalizados en Japón), escrita el mismo año, fue publicada en Osaka y Edo, como lo serían el resto de sus obras posteriores.
Aunque el tema principal de la obra de Saikaku eran los habitantes de las ciudades, también se interesó por las costumbres y valores de la clase guerrera, los samuráis. En 1687 Saikaku publicó Budō Denraiki (Historias de comportamiento tradicional samurái), a la que siguieron en 1688 Bukegiri Monogatari (Cuentos del deber samurái) y Shin Kashōki (Nuevos registros de sucesos extraños). Las tres obras consistieron en recopilaciones de historias independientes, que trataban básicamente los temas tradicionales de lealtad, honor y venganza, aunque presentadas de una manera realista y moderna que enfrenta al lector no solo con el aspecto noble de la ética del guerrero, sino también con la futilidad e incluso el patetismo de ésta.
En 1689 Saikaku escribió una de las primeras recopilaciones japonesas de historias detectivescas, Honchō Ōin Hiji (Juicios hechos bajo las flores del cerezo en este país). Ilustrada por Yoshida Hanbe, reúne cuarenta y cuatro historias de juicios en las cortes de justicia, en su mayor parte tomadas o adaptadas de varias historias populares del periodo Edo. Se trataba de antiguas historias chinas de detectives, en las que el héroe solía ser algún astuto magistrado. Conocidas en Japón desde hacía cierto tiempo, hasta la década de 1660 los escritores japoneses no trabajaron este género de historias, a las que Saikaku otorgó por primera vez importancia literaria.

## Historiaschōnin
El crecimiento de Edo como ciudad sede del sogunato y la consecuente creación de una red nacional de transporte y comunicaciones en Japón hizo crecer rápidamente la economía en el área Kioto-Osaka y propició la aparición de una nueva clase social burguesa, los chōnin, que hizo su fortuna en la nueva economía basada en moneda, cuyo capital era invertido y circulaba, que fue reemplazando a los comerciantes que hicieron fortuna anteriormente a través de privilegios monopolísticos y conexiones con los señores feudales.
En 1688 Saikaku escribió la primera de sus llamadas «historias chōnin», Nippon Eitaigura (El almacén eterno de Japón), donde sugería técnicas para hacer fortuna en esa nueva economía. El subtítulo del libro era Daifuku Shin Chōja Kyō (Fortuna, evangelio del nuevo millonario), indicando así ser una secuela de Chōjakyō (Evangelio del millonario), un librito publicado en 1627 que describía cómo tres comerciantes habían alcanzado su fortuna.
Las virtudes por las que abogaba Saikaku en esta serie de obras eran la ingenuidad (saikaku), el ahorro, la diligencia y la honestidad. El libro comienza con la pretensión de revelar los medios de amasar una fortuna en la nueva economía, pero acaba mostrando cuán difícil es alcanzar ese objetivo e incluso cuestiona su validez como objetivo para los habitantes de las ciudades. Muchas de las historias critican de hecho la adoración por el dinero y abogan por un estilo de vida honesto, frugal y tranquilo. Saikaku incluyó varias historias sobre fracasos financieros, anticipando una visión de la vida económica más pesimista que se vería reflejada en 1692 en Seken Munezan'yo (Cálculos mentales mundanos o Los cálculos que permiten triunfar en el mundo), donde el tema es la omnipotencia del dinero, los caminos tortuosos para alcanzarlo y el desprecio en el que aquellos que pierden la fortuna caen. Ilustrada por Makieshi Genzaburō, el libro contiene veinte historias sobre la acumulación de deudas y la evasión de los deudores, centradas en habitantes de la ciudad; la acción de cada historia tiene lugar el último día del año, el último día de cálculo para los comerciantes.
Otras obras de este periodo son Kōshoku Seisui Ki (1688), con ilustraciones de Yoshida Hanbei, veinticinco historias de ricos patrones en los barrios licenciosos; y Hitome Tamaboki (1689), una guía de Japón (básicamente Honshū y Kyūshū) ilustrada por un artista desconocido, probablemente basada en notas hechas por el propio Saikaku durante sus viajes. También Wankyū Nise no Monogatari (1691), con ilustraciones de un artista desconocido; se trata de una novela corta en catorce capítulos que narra las experiencias en el infierno de un hombre que abusó de la pederastia. Tras muchas dolorosas experiencias en un infierno poblado por muchachos-diablos, alcanza la iluminación budista y retorna milagrosamente a la vida, resuelto a ser en el futuro un cliente de la prostitución masculina más considerado.

## Recepción y crítica
Durante la mayor parte de los siglos XVIII y XIX, la figura literaria de Saikaku fue completamente eclipsada por los otros dos grandes escritores de la era Genroku, el dramaturgo Chikamatsu Monzaemon y el poeta Matsuo Bashō. Fue generalmente desdeñado en los círculos literarios como si no hubiera sido un verdadero hombre de letras; el famoso novelista del periodo Edo Kyokutei Bakin dijo de él: «no tiene un átomo [literalmente, un carácter] de literatura en su vientre.» No fue tan solo su supuesta falta de erudición la que le procuró el desdén de los círculos intelectuales japoneses; la falta de respeto a las convenciones literarias (tanto en su poesía como en su prosa) del holandés Saikaku, así como su interés en temas plebeyos y la supuesta inmoralidad de su obra contribuyeron en contra de su reputación.
Aunque a finales del s. XVIII se produjo un resurgimiento de su obra en Edo, que inspiró a Santō Kyōden y otros escritores de la época, esta situación se sostuvo hasta finales del siglo XIX, ya en la era Meiji; el primer trabajo serio sobre Saikaku fue un artículo de Kōda Rohan publicado en 1890, y el primer estudio completo sobre él apareció en 1897. Este redescubrimiento fue inspirado por la cualidad realista de su escritura, que atrajo a escritores que intentaban reintroducir una forma de realismo en la literatura japonesa, como Ozaki Kōyō y Kōda Rohan, y más tarde a autores de la escuela naturalista como Tayama Katai, que reconoció en la obra de Saikaku el vigoroso realismo que había encontrado en los naturalistas franceses del siglo XIX.

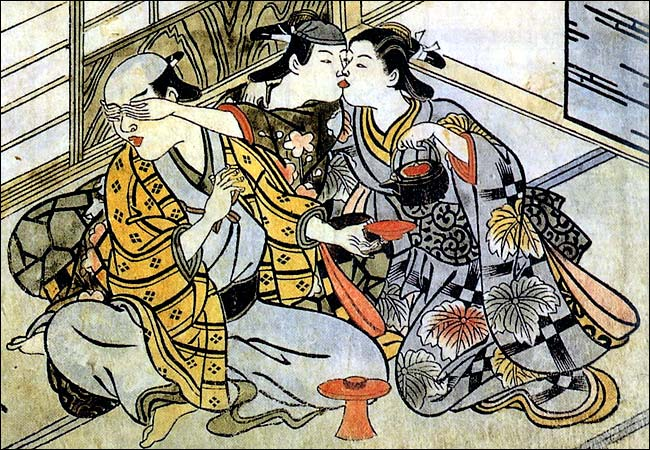
Un hombre con su joven amante besando en secreto a una sirvienta. Nishikawa Sukenobu, grabado, era Kyōhō (1716-1735). La preponderancia de historias concernientes a los barrios de prostitución y a las relaciones homosexuales llevó a que algunos expertos consideraran a Saikaku como un proveedor de pornografía y sensaciones para el lector.

Las experiencias de los clientes de los burdeles y de las mismas cortesanas eran el material obvio para un escritor de su época y origen social, siendo innegable la existencia de grandes y espléndidos barrios licenciosos y de prostitución en las ciudades de Japón (el barrio Shimabara en Kioto, Shin-machi en Osaka, Shin-Yoshiwara en Edo, Maruyama en Nagasaki) y un gran número de pequeños barrios a lo largo y ancho de todo Japón en el período Edo. Estos barrios eran centros de moda y cultura de la nueva burguesía, y jugaban un papel importante en la vida de Saikaku y sus contemporáneos, como lo hacía también la pederastia y la prostitución masculina. La práctica de la sodomía se difundió entre los círculos samurái en Japón en los largos años de guerra durante los siglos XIV y XV, y estaba también asociada tradicionalmente con el celibato de los monjes budistas, de tal modo que alcanzó cierto prestigio e incluso fue contemplada como una forma superior de relación. Saikaku no abrió ningún nuevo tema ni sorprendió a sus contemporáneos con sus historias, puesto que los debates sobre los méritos relativos de las «dos vías del amor» eran el tema central de muchas obras literarias populares. Saikaku, el primero de los chōnin en escribir sobre su mundo desde su propio punto de vista, es contemplado como el fundador de una literatura burguesa que describe con precisión la escena y refleja el espíritu de la nueva sociedad de la que era miembro, en simpatía con las actitudes e ideales de su clase.
El contenido erótico de su obra provocó no obstante la censura del gobierno y los militares japoneses, y hasta después de la Segunda Guerra Mundial no se pudieron publicar ediciones completas de sus obras. El primer volumen de los quince que se anunciaron de Teihon Saikaku Zenshū (Edición estándar de las obras completas de Saikaku) fue publicado en 1949. 
Actualmente se le considera el mayor escritor de ficción del período Edo, y sus obras han influido a muchos escritores japoneses modernos.
Ilia y Javier Sologuren, en su libro La luna en el agua: teatro y cuento japoneses, cuentan a Saikaku «entre los tres más grandes narradores del Japón de todos los tiempos», completando la lista con dos damas de la Corte de Heian en Kioto: Murasaki Shikibu, autora del Genji Monogatari (源氏物語?) (principios del siglo XI), generalmente traducido como Novela de Genji, Romance de Genji o Historia de Genji, y con Sei Shonagon, autora del diario íntimo Makura no Sōshi (枕草子?  El libro de la almohada), ca. 1000.
Yukio Mishima dijo una vez que su novela Kamen no kokuhaku (Confesiones de una máscara, 1949) era la primera obra importante en abordar el tema de la homosexualidad en Japón desde el Nanshoku Okagami (El gran espejo del amor entre hombres) de Saikaku, 
obra que Louis Crompton considera «la más substancial obra literaria sobre homosexualidad masculina en cualquier lengua antes de los tiempos modernos».

## Adaptaciones
En 1952 el director japonés Kenji Mizoguchi realizó una adaptación de Kōshoku Ichidai Onna (Vida de una mujer galante) titulada Saikaku Ichidai Onna (La vida de Oharu en Argentina, Vida de Oharu, mujer galante en España), que ganó el premio internacional en el Festival Internacional de Cine de Venecia en 1952, en el que estuvo nominada para el León de Oro. En 1961 fue Yasuzo Masumura quien adaptó Kōshoku Ichidai Otoko (Amores de un vividor), y en 1978 Noboru Tanaka hizo lo propio con Cinco amantes apasionadas en la película Pinku saron: Kōshoku gonin onna.
En 1991 se realizó una adaptación de Kōshoku Ichidai Otoko en un anime titulado The Sensualist, dirigido por Yukio Abe y escrito por Eiichi Yamamoto.

## Obra

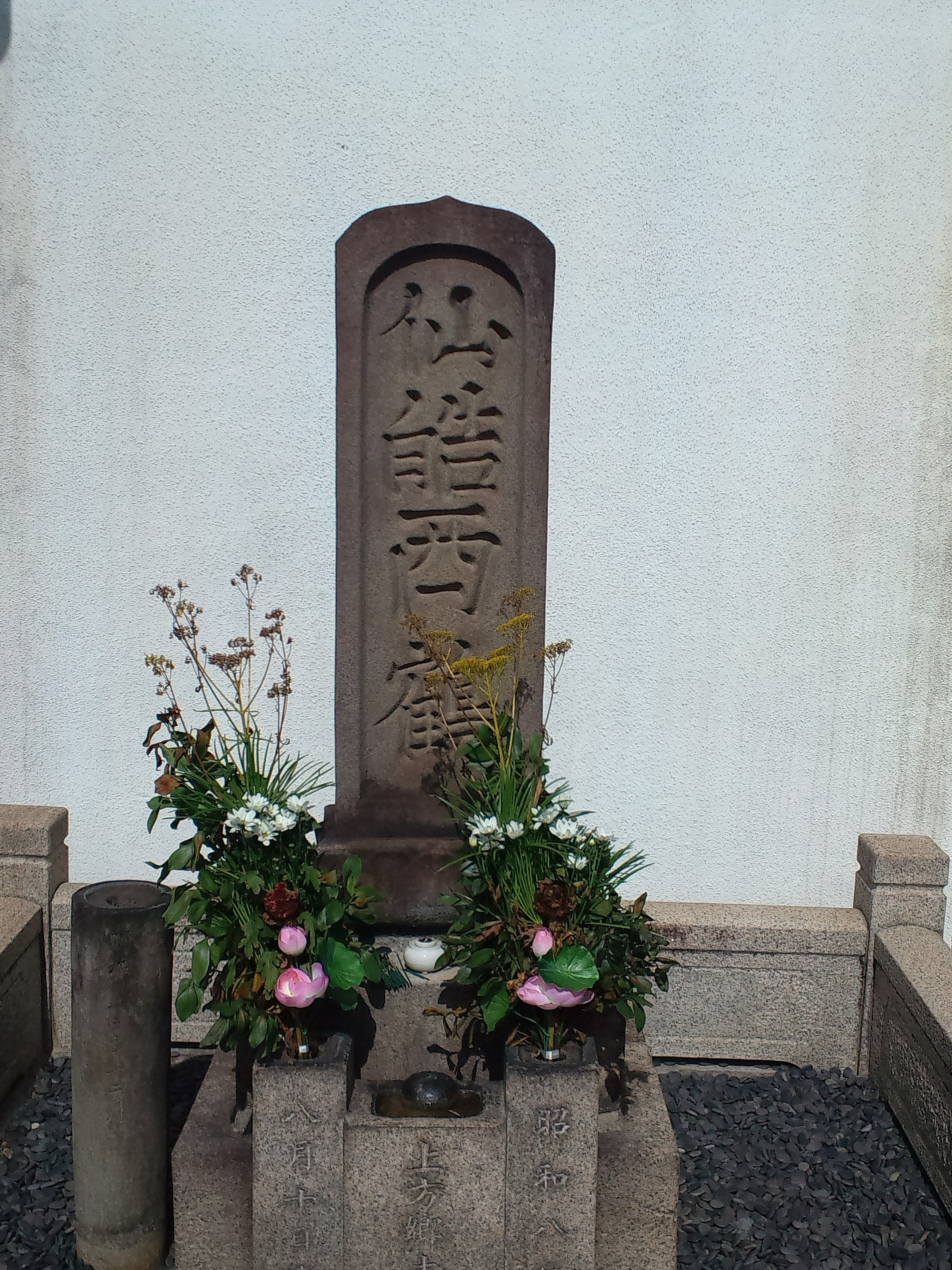
Tumba de Ihara Saikaku en Osaka

Tras sus primeros años como maestro haikai, Saikaku escribió cuentos y novelas en estilo ukiyo-zōshi, sobre la vida cotidiana, los personajes y moralidad de su época. El conjunto de la obra de Ihara Saikaku es extraordinariamente fecundo, y se suele dividir en tres periodos de temáticas bastante homogéneas. Entre 1682 y 1686 escribió básicamente historias de temática galante, kōshoku-mono; en el segundo periodo, entre 1686 y 1688, escribió historias de guerreros samuráis, buke-mono; y en un tercer periodo entre 1688 y 1693 describió las vidas de los chōnin, la clase burguesa de la que provenía, denominadas chōnin-mono.
A continuación se listan algunas de sus principales obras, con las ediciones en español correspondientes.

### Obra poética
- Diez mil versos de Ikutama (生玉万句 Ikutama Manku?) (1673).
- Mil versos haikai en solitario en un solo día (俳諧独吟一日千句 Haikai Dokugin Ichinichi Senku?) (1675).
- Muchos versos (大句数 Oku Kazu?) (1677).
- Muchos versos de Saikaku (西鶴 大矢数 Saikaku Oyakazu?) (1680).

### Historias galantes
- Hombre lascivo y sin linaje o Amores de un vividor  (好色一代男 Kōshoku Ichidai Otoko?) (1682).
  - Hombre lascivo y sin linaje. Traducido por Antonio Cabezas García. Hiperión. 1982. ISBN 9788475170817.
  - Amores de un vividor. Prólogo, traducción y notas de Fernando Rodríguez Izquierdo. Alfaguara. 2003. ISBN 9788420465456.
- El gran espejo de la belleza femenina: Hijo de un vividor  (好色二代男　諸艶大鏡 Kōshoku Nidai Otoko Shoen Okagami?) (1684).
- Cinco amantes apasionadas  (好色五人女 Kōshoku Gonin Onna?) (1685). 
  - Cinco amantes apasionadas. Traducido por Javier Sologuren y Akira Sugiyama. Hiperión. 1992. ISBN 9788475173566.
- Vida de una mujer galante  (好色一代女 Kōshoku Ichidai Onna?) (1686).
  - Vida de una mujer amorosa. Traducido por Daniel Santillana. Sexto Piso. 2012)

- El gran espejo del amor entre hombres  (男色大鑑 Nanshoku Okagami?) (1687).
  - El gran espejo del amor entre hombres. Historias de samuráis. (Traducido por Carlos Rubio y Akiko Imoto. Satori. 2013)
  - El gran espejo del amor entre hombres. Interzona. 2004. ISBN 987-21014-3-4.
  - Historias de amor entre samuráis. Traducido por Armand de Fluvià. Laertes. 1985. ISBN 9788485346622.[38]

### Teatro jōruri
- Kotakeshū (小竹集?) (1685).[39]

### Recopilaciones de historias
- Cuentos de Saikaku de varias provincias  (西鶴諸国ばなし Saikaku Shokoku-banashi?) (1685).
- Veinte hijos desnaturalizados en Japón  (本朝二十不孝 Honchō Nijū Fukō?) (1686).
- La piedra de tinta de bolsillo  (懐硯 Futokoro Suzuri?) (1687).
- Juicios hechos bajo las flores del cerezo en este país  (本朝桜陰比事 Honchō Ōin Hiji?) (1689).

### Historias de samuráis
- Introducción a las artes marciales  (武道伝来記 Budō Denraiki?) (1687).
- Cuentos del deber samurái  (武家義理物語 Bukegiri Monogatari?) (1688).
- Nuevos registros de sucesos extraños (新可笑記 Shin Kashōki?) (1688).

### HistoriasChōnin
- El almacén eterno de Japón  (日本永代蔵 Nippon Eitaigura?) (1688).
- Kōshoku Seisui Ki (好色盛衰記?) (1688).
- Hitome Tamaboko (一目玉鉾?) (1689).
- Wankyū Nise no Monogatari (椀久二世の物語?) (1691).
- Cálculos mentales mundanos o Los cálculos que permiten triunfar en el mundo (世間胸算用 Seken Munazan'yō ?) (1692).

### Publicaciones póstumas
Tras la muerte de Saikaku en 1693 se publicaron algunas de sus obras inéditas.
- Saikaku Okimiyage (西鶴置土産?) (1693), con ilustraciones de Makieshi Genzaburō; quince historias de antiguos ricos patrones de los burdeles que cayeron en malos días.
- Saikaku Oritome (西鶴織留?) (1694), con ilustraciones de Makieshi Genzaburō; veintitrés historias sobre los chōnin y el enriquecimiento.
- Saikaku Zoku Tsurezure (西鶴俗つれづれ?) (1695), con ilustraciones de Makieshi Genzaburō; dieciocho historias variadas, muchas sobre el tema de la ruina por culpa de la bebida.
- Yorozu no Fumihōgu (万の文反古?) (1696) con ilustraciones de Makieshi Genzaburō; veinte historias en forma epistolar sobre chōnin, samuráis o cortesanas.
- Saikaku Nagori no Tomo (西鶴名残の友?) (1699), con ilustraciones de un aficionado desconocido; veintisiete historias sobre poetas haikai con los que Saikaku tuvo relación.